# Seonam-dong, Ulsan
Seonam-dong (koreanska: 선암동)  är en stadsdel i staden Ulsan, i den sydöstra delen av Sydkorea, 300 km sydost om huvudstaden Seoul. Den ligger i stadsdistriktet Nam-gu.
Större delen av stadsdelen utgörs av hamnområden och industriområden med bland annat ett oljeraffinaderi.